# Lista planetelor minore: 96001–97000
| Nume                                            | Denumire provizorie                             | Data descoperirii                               | Locul descoperirii                              | Descoperitor(i)                                 |                                                 |                                                 |                                                 |                                                 |                                                 |                                                 |                                                 |                                                 |                                                 |                                                 |                                                 |                                                 |                                                 |                                                 |                                                 |                                                 |                                                 |                                                 |                                                 |                                                 |                                                 |                                                 |                                                 |                                                 |                                                 |                                                 |                                                 |                                                 |                                                 |                                                 |                                                 |                                                 |                                                 |                                                 |                                                 |                                                 |                                                 |                                                 |                                                 |                                                 |                                                 |                                                 |                                                 |                                                 |                                                 |
| 96001–96100 Lista planetelor minore/96001–96100 | 96001–96100 Lista planetelor minore/96001–96100 | 96001–96100 Lista planetelor minore/96001–96100 | 96001–96100 Lista planetelor minore/96001–96100 | 96001–96100 Lista planetelor minore/96001–96100 | 96101–96200 Lista planetelor minore/96101–96200 | 96101–96200 Lista planetelor minore/96101–96200 | 96101–96200 Lista planetelor minore/96101–96200 | 96101–96200 Lista planetelor minore/96101–96200 | 96101–96200 Lista planetelor minore/96101–96200 | 96201–96300 Lista planetelor minore/96201–96300 | 96201–96300 Lista planetelor minore/96201–96300 | 96201–96300 Lista planetelor minore/96201–96300 | 96201–96300 Lista planetelor minore/96201–96300 | 96201–96300 Lista planetelor minore/96201–96300 | 96301–96400 Lista planetelor minore/96301–96400 | 96301–96400 Lista planetelor minore/96301–96400 | 96301–96400 Lista planetelor minore/96301–96400 | 96301–96400 Lista planetelor minore/96301–96400 | 96301–96400 Lista planetelor minore/96301–96400 | 96401–96500 Lista planetelor minore/96401–96500 | 96401–96500 Lista planetelor minore/96401–96500 | 96401–96500 Lista planetelor minore/96401–96500 | 96401–96500 Lista planetelor minore/96401–96500 | 96401–96500 Lista planetelor minore/96401–96500 | 96501–96600 Lista planetelor minore/96501–96600 | 96501–96600 Lista planetelor minore/96501–96600 | 96501–96600 Lista planetelor minore/96501–96600 | 96501–96600 Lista planetelor minore/96501–96600 | 96501–96600 Lista planetelor minore/96501–96600 | 96601–96700 Lista planetelor minore/96601–96700 | 96601–96700 Lista planetelor minore/96601–96700 | 96601–96700 Lista planetelor minore/96601–96700 | 96601–96700 Lista planetelor minore/96601–96700 | 96601–96700 Lista planetelor minore/96601–96700 | 96701–96800 Lista planetelor minore/96701–96800 | 96701–96800 Lista planetelor minore/96701–96800 | 96701–96800 Lista planetelor minore/96701–96800 | 96701–96800 Lista planetelor minore/96701–96800 | 96701–96800 Lista planetelor minore/96701–96800 | 96801–96900 Lista planetelor minore/96801–96900 | 96801–96900 Lista planetelor minore/96801–96900 | 96801–96900 Lista planetelor minore/96801–96900 | 96801–96900 Lista planetelor minore/96801–96900 | 96801–96900 Lista planetelor minore/96801–96900 | 96901–97000 Lista planetelor minore/96901–97000 | 96901–97000 Lista planetelor minore/96901–97000 | 96901–97000 Lista planetelor minore/96901–97000 | 96901–97000 Lista planetelor minore/96901–97000 | 96901–97000 Lista planetelor minore/96901–97000 |
| ----------------------------------------------- | ----------------------------------------------- | ----------------------------------------------- | ----------------------------------------------- | ----------------------------------------------- | ----------------------------------------------- | ----------------------------------------------- | ----------------------------------------------- | ----------------------------------------------- | ----------------------------------------------- | ----------------------------------------------- | ----------------------------------------------- | ----------------------------------------------- | ----------------------------------------------- | ----------------------------------------------- | ----------------------------------------------- | ----------------------------------------------- | ----------------------------------------------- | ----------------------------------------------- | ----------------------------------------------- | ----------------------------------------------- | ----------------------------------------------- | ----------------------------------------------- | ----------------------------------------------- | ----------------------------------------------- | ----------------------------------------------- | ----------------------------------------------- | ----------------------------------------------- | ----------------------------------------------- | ----------------------------------------------- | ----------------------------------------------- | ----------------------------------------------- | ----------------------------------------------- | ----------------------------------------------- | ----------------------------------------------- | ----------------------------------------------- | ----------------------------------------------- | ----------------------------------------------- | ----------------------------------------------- | ----------------------------------------------- | ----------------------------------------------- | ----------------------------------------------- | ----------------------------------------------- | ----------------------------------------------- | ----------------------------------------------- | ----------------------------------------------- | ----------------------------------------------- | ----------------------------------------------- | ----------------------------------------------- | ----------------------------------------------- |

| Predecesor: 95001–96000 | Lista planetelor minore 96001–97000 Semnificații ale numelor: 96001–97000 | Succesor: 97001–98000 |